# Micsoda vőlegény
A Micsoda vőlegény (eredeti cím: The Shrimp on the Barbie) 1990-ben bemutatott amerikai–új-zélandi filmvígjáték, melyet Michael Gottlieb rendezett (Alan Smithee álnéven). A főszerepben Cheech Marin látható.
Az Amerikai Egyesült Államokban 1990. augusztus 31-én mutatták be a mozikban. Összességében negatív kritikákat kapott, bár Marin komikusi képességeit dicsérték.

## Szereplők
- Cheech Marin – Carlos Múñoz
- Emma Samms –Alexandra "Alex" Hobart
- Vernon Wells – Bruce Woodley, Alex vőlegénye
- Bruce Spence – Wayne, Mañana étterem tulajdonosa
- Carole Davis – Dominique, Alex legjobb barátja
- Terence Cooper – Sir Ian Hobart, Alex apja

## A film készítése
A forgatás 1989. szeptember 27-től november 10-ig tartott, az új-zélandi Aucklandben és az ausztrál Sydneyben.
Michael Gottlieb rendező később eltávolíttatta nevét a stáblistáról, mert R. Ben Efrain producerrel nézeteltérései támadtak a film végleges változatával kapcsolatban. Rendezőként ezért a hasonló helyzetekben gyakran használt Alan Smithee álnevet tüntették fel.